# EHF-Europapokal der Pokalsieger der Frauen 1984/85
Am EHF-Europapokal der Pokalsieger 1984/85 nahmen 23 Handball-Vereinsmannschaften aus 22 Ländern teil. Diese qualifizierten sich in der vorangegangenen Saison in ihren Heimatländern im Pokalwettbewerb für den Europapokal. Bei der 9. Austragung des Pokalsiegerwettbewerbs, gewann mit ŽRK Budućnost Titograd zum vierten Mal hintereinander eine Mannschaft aus Jugoslawien den Pokal.

## Ausscheidungsrunde
|                           | Gesamt |                        | Hinspiel | Rückspiel |
| ------------------------- | ------ | ---------------------- | -------- | --------- |
| SV Fides St. Gallen       | 38:41  | PF Cassano Magnago ASD | 23:19    | 15:22     |
| HB Mersch 75              | 18:82  | SC Magdeburg           | 11:46    | 07:36     |
| Van der Voort-Quintus     | 29:31  | VfL Sindelfingen       | 15:14    | 14:17     |
| ŽRK Budućnost Titograd    | 81:90  | Maccabi Ramat Chen     | 40:40    | 41:50     |
| Desportiva de Oeiras      | 24:30  | Club Balonmano Hernani | 18:14    | 06:16     |
| Selchostechnika Krasnodar | 68:23  | Altay İzmir            | 32:60    | 36:17     |
| Sparvägen Stockholm       | (1)    | US Dunkerque           | -:-      | -:-       |

Durch ein Freilos zogen Nørlem/Nørre Nissum, Chimistul Râmnicu Vâlcea, Union Admira Landhaus Wien, Sverresborg IF, E.H.K. Tongeren, Bakony Vegyész, ZSKA Sofia, Družstevník Topoľníky und Titelverteidiger ŽRK Dalma Split direkt in das Achtelfinale ein.

## Achtelfinale
|                          | Gesamt |                            | Hinspiel | Rückspiel |
| ------------------------ | ------ | -------------------------- | -------- | --------- |
| Nørlem/Nørre Nissum      | 26:39  | SC Magdeburg               | 14:16    | 12:23     |
| Chimistul Râmnicu Vâlcea | 47:52  | ŽRK Budućnost Titograd     | 26:25    | 21:27     |
| ŽRK Dalma Split          | 52:56  | Selchostechnika Krasnodar  | 27:28    | 25:28     |
| VfL Sindelfingen         | 31:21  | Club Balonmano Hernani     | 21:10    | 10:11     |
| PF Cassano Magnago ASD   | 43:41  | Union Admira Landhaus Wien | 25:18    | 18:23     |
| Sverresborg IF           | 38:15  | E.H.K. Tongeren            | 25:80    | 13:70     |
| Bakony Vegyész           | 42:43  | ZSKA Sofia                 | 26:16    | 16:27     |
| Družstevník Topoľníky    | (2)    | US Dunkerque               | -:-      | -:-       |

## Viertelfinale
|                           | Gesamt |                        | Hinspiel | Rückspiel |
| ------------------------- | ------ | ---------------------- | -------- | --------- |
| SC Magdeburg              | 42:46  | ŽRK Budućnost Titograd | 30:19    | 12:27     |
| PF Cassano Magnago ASD    | 41:53  | ZSKA Sofia             | 21:26    | 20:27     |
| VfL Sindelfingen          | 30:42  | Družstevník Topoľníky  | 16:21    | 14:21     |
| Selchostechnika Krasnodar | 46:39  | Sverresborg IF         | 18:17    | 28:22     |

## Halbfinale
|                           | Gesamt    |                        | Hinspiel | Rückspiel |
| ------------------------- | --------- | ---------------------- | -------- | --------- |
| ZSKA Sofia                | 41:41 (3) | Družstevník Topoľníky  | 23:19    | 18:22     |
| Selchostechnika Krasnodar | 48:50     | ŽRK Budućnost Titograd | 26:21    | 22:29     |

## Finale
|                        | Gesamt |                       | Hinspiel | Rückspiel |
| ---------------------- | ------ | --------------------- | -------- | --------- |
| ŽRK Budućnost Titograd | 55:36  | Družstevník Topoľníky | 33:18    | 22:18     |